# Molly O
Molly O é um filme mudo norte-americano de 1921 em longa-metragem, do gênero comédia, estrelado por Mabel Normand e dirigido por F. Richard Jones.
Cópias do filme encontram-se conservadas na Biblioteca do Congresso e UCLA Film and Television Archive.

## Elenco
- Mabel Normand ... Molly O'
- George Nichols ... Tim O'Dair
- Anna Dodge ... Mrs. Tim O'Dair
- Albert Hackett ... Billy O'Dair
- Eddie Gribbon ... Jim Smith
- Jack Mulhall ... Dr. John S. Bryant
- Lowell Sherman ... Fred Manchester
- Jacqueline Logan ... Miriam Manchesteer
- Ben Deeley ... Albert Faulkner
- Gloria Davenport ... Mrs. James W. Robbins
- Carl Stockdale ... O homem de silhueta
- Eugenie Besserer ... Antonia Bacigalupi